# Austraepiskia barrinensis
Austraepiskia barrinensis – gatunek chrząszcza z rodziny kusakowatych i podrodziny rydzenic, jedyny z monotypowego rodzaju Austraepiskia.
Rodzaj i gatunek typowy opisał po raz pierwszy w 2015 roku Roberto Pace na łamach „Beiträge zur entomologie”. Jako lokalizację typową wskazano Park Narodowy Lake Barrine w Atherton w australijskim Queenslandzie. Epitet gatunkowy pochodzi od tejże lokalizacji.
Chrząszcz o wydłużonym ciele długości 2,2 mm. Głowa jest matowa, gęsto ziarenkowana, rudo ubarwiona, o skroniach dłuższych niż oczy i zaopatrzonych w bruzdy. Czułki są brązowe z żółtoczerwonymi członami pierwszym i drugim oraz żółtym członem jedenastym; człony pierwszy i drugi są równych długości i krótsze niż trzeci, człony od czwartego do szóstego dłuższe niż szersze, a te od ósmego do dziesiątego poprzeczne. Głaszczki szczękowe budują cztery wąskie człony. Warga dolna ma długi i zwężony przedwierzchołkowo języczek, niewystające ku przodowi przyjęzyczki, wyciętą w tyle bródkę i dwuczłonowe głaszczki. Matowe, rude przedplecze jest gęsto ziarenkowane. Pokrywy są matowe, gęsto ziarenkowane, rude z brązowymi kątami tylno-zewnętrznymi. Wyrostek śródpiersia jest na szczycie zaostrzony. Odnóża są żółtawoczerwone z brązowymi wierzchołkami ud ostatniej pary. Stopy przedniej i środkowej pary budują cztery człony, a ostatniej pięć członów. Odwłok jest błyszczący, rudy z brązowymi tylnymi połowami paratergitów, delikatnie ziarenkowany.
Owad endemiczny dla Australii, znany tylko z lokalizacji typowej. 